# 武山庙
29°41′07.3″N 121°16′51.2″E / 29.685361°N 121.280889°E
武山庙是中国浙江省宁波市奉化区的一座庙宇，位于溪口镇武山脚下。武山庙至迟建始于明初，清乾隆、嘉庆年间曾进行大修，形成典型的清中叶江南庙宇风格。庙宇最初为溪口多族共祀，后逐渐成为蒋氏家庙。蒋中正、蒋经国父子曾多次至庙中祭祀并出资维修。2006年，武山庙成为全国重点文物保护单位。

## 历史
武山庙确切的始建年代已不可考，根据庙中碑文可知，至迟在明洪武年间，武山庙已经存在。庙宇最初为溪口镇上任、宋、单、张、蒋五姓共同祭祀，清代以后蒋姓成为镇上第一大姓，社首即由蒋姓担任。清乾隆五十五年（1790年）及嘉庆元年（1796年）曾修葺并扩建廊庑和山门。清末，蒋中正祖父蒋斯千、父亲蒋肇聪均曾担任庙董。蒋肇聪担任庙董期间，五族再次对武山庙进行扩建，形成当下的规模:5。
中华民国成立后，武山庙内兴办武山小学，蒋经国曾于1916年在此学习，蒋中正也曾捐资修庙并多次在此祭拜:5。1936年12月，西安事变的消息传到溪口，正在武山庙看戏的蒋中正兄长蒋介卿受惊中风，三天后去世。次年，蒋中正元配夫人毛福梅曾经到武山庙求签，求得“秀才出门，状元归家”签，随后被称为“秀才”的蒋介卿出殡，几天后蒋经国携苏联妻子蒋方良回到溪口补办中式婚礼，武山庙因而被蒋家视为灵验:58,59。1949年1月，在第二次国共内战中面临溃败的蒋中正下野，在武山庙抽到下签，并以“武山庙的菩萨是灵的”回应随从的劝慰。
中华人民共和国成立后，武山庙曾作为粮站仓库使用，建筑遭到破坏。1983年，溪口镇筹建的博物馆选址武山庙，1986年起对庙宇进行大修以恢复其本来面貌，1988年对外开放。2010年溪口博物馆搬迁至新馆后，武山庙成为“梦回溪口”武山庙庙会表演场地。

## 建筑
武山庙位于溪口武山脚下，坐西北朝东南，为四合院建筑。建筑均为硬山顶，分为前后两进，大殿为抬梁结合穿斗式建筑，天井有戏台，左右有廊庑。

## 保护与利用
蒋氏父子迁往台湾后，武山庙曾一度成为粮站仓库所在地，偏房则被溪口卫生院占据，庙宇面临坍塌的危险。1983年，奉化县文管局等机构提出将武山庙改为博物馆的设想。1985年及1987年，浙江省文物局和国家文物局先后对武山庙修缮工程拨款计18万元人民币。1986年2月底，由临海县古建筑工程公司主持对武山庙进行维修，实施了增修戏台八面结顶藻井、更换正殿木柱为浮雕龙柱等修缮工程。1988年春节，溪口博物馆正式对外开放，成为宁波市境内首家建制博物馆。2005年，武山庙与蒋母墓一起被列入浙江省文物保护单位。2006年第六批全国重点文物保护单位公布时，武山庙和文昌阁、蒋氏宗祠等建筑以“溪口镇建筑群”的名义并入第四批全国重点文物保护单位蒋氏故居。溪口博物馆搬迁至玉泰盐铺西侧后，武山庙成为“梦回溪口”庙会表演场地，并于2016年被列为浙江省不可移动文物保护利用优秀案例。